# مثلمة بالاسية

مثلمة بالاسية (الاسم العلمي: Aulax pallasia) هي نوع نباتي يتبع جنس المثلمة من الفصيلة البروطية.

## الموئل والانتشار
موطنه جنوب أفريقيا.